# Фелито
Фелито је насеље у Италији у округу Салерно, региону Кампанија.
Према процени из 2011. у насељу је живело 795 становника. Насеље се налази на надморској висини од 276 м.

## Становништво
| 1951. | 1961. | 1971. | 1981. | 1991. | 2001. | 2011. |
| ----- | ----- | ----- | ----- | ----- | ----- | ----- |
| 2.347 | 2.178 | 2.052 | 1.763 | 1.578 | 1.393 | 1.296 |